# August Riemann
Johann Ernst August Riemann (Blankenhain, Turíngia, 12 d'agost de 1772 - Weimar, agost de 1826) fou un compositor alemany.
A partir de 1790 fou primer violí de la capella de la cort de Weimar, on a més la gran duquessa Maria l'encarregà de tenir cura de Johann Christian Lobe, el qual més tard també seria violinista de la cort. Després fou concertador de l'Òpera el 1806 i director de la música de la cort el 1818.
Es conserven manuscrits de les seves composicions per a violí.